# Ратнам (футбольний клуб)
Спортивний клуб «Ратнам» або просто «Ратнам» (англ. Ratnam Sports Club) — ланкійський футбольний клуб з міста Коломбо.

## Історія
Заснований у 1950 році, Ратнам тричі був близьким до здобуття першого в історії трофею. У 1960, 1978 та 1995 роках команда виходила до фіналу Кубку Футбольної асоціації Шрі-Ланки, проте в усіх випадках програвала вирішальний матч. Перший трофей «Ратнам» здобув у 1998 році, вигравши національний чемпіонат. На початку 2000-х років клуб був одним з найсильніших у країні, вигравши тричі чемпіонат та 6 разів кубок країни.
На міжнародному рівні «Ратнам» виступав у 5 сезонах. У 2006 році клуб виступав у розіграші Кубку президента АФК. А вже під час наступного розіграшу цього турніру продемонстрував найкращий у власній історії результат — дійшов доо 1/2 фіналу. На своєму шляху шрі-ланкійський клуб з рахунком 2:0 обіграв непальський «Мананг Маршяндглі Клуб», проте поступився «Дордой Динамо Нарин» (Киргизстан) з рахунком 0:3 та таджицькому «Вахш Курган-Тюбе» (1:2).

## Досягнення
- Прем'єр-ліга Шрі-Ланки
  -  Чемпіон (5): 1998, 2000, 2007, 2008, 2012

- Кубку Футбольної асоціації Шрі-Ланки
  -  Володар (6): 2000, 2002, 2004, 2005, 2006, 2009
  -  Фіналіст (3): 1960, 1978, 1995

- Трофей чемпіонів
  -  Володар (1): 2004

- Кубок президента АФК
  - 1/2 фіналу (1): 2007

## Виступи в турнірах під егідою АФК
- Клубний чемпіонат Азії: 1 виступ

1995: Попередній раунд
- Кубок президента АФК: 3 виступи

2006: Груповий етап
2007: 1/2 фіналу
2008: Груповий етап
- Кубок володарів кубків Азії: 1 виступ

1995/96: Перший раунд

## Відомі гравці
- Мохамед Сіфан
- Касун Джаясурія
- Мохамед Іззадін

## Відомі тренери
- Пакір Алі (2006–07), (2008), (2010)